# Kaladium

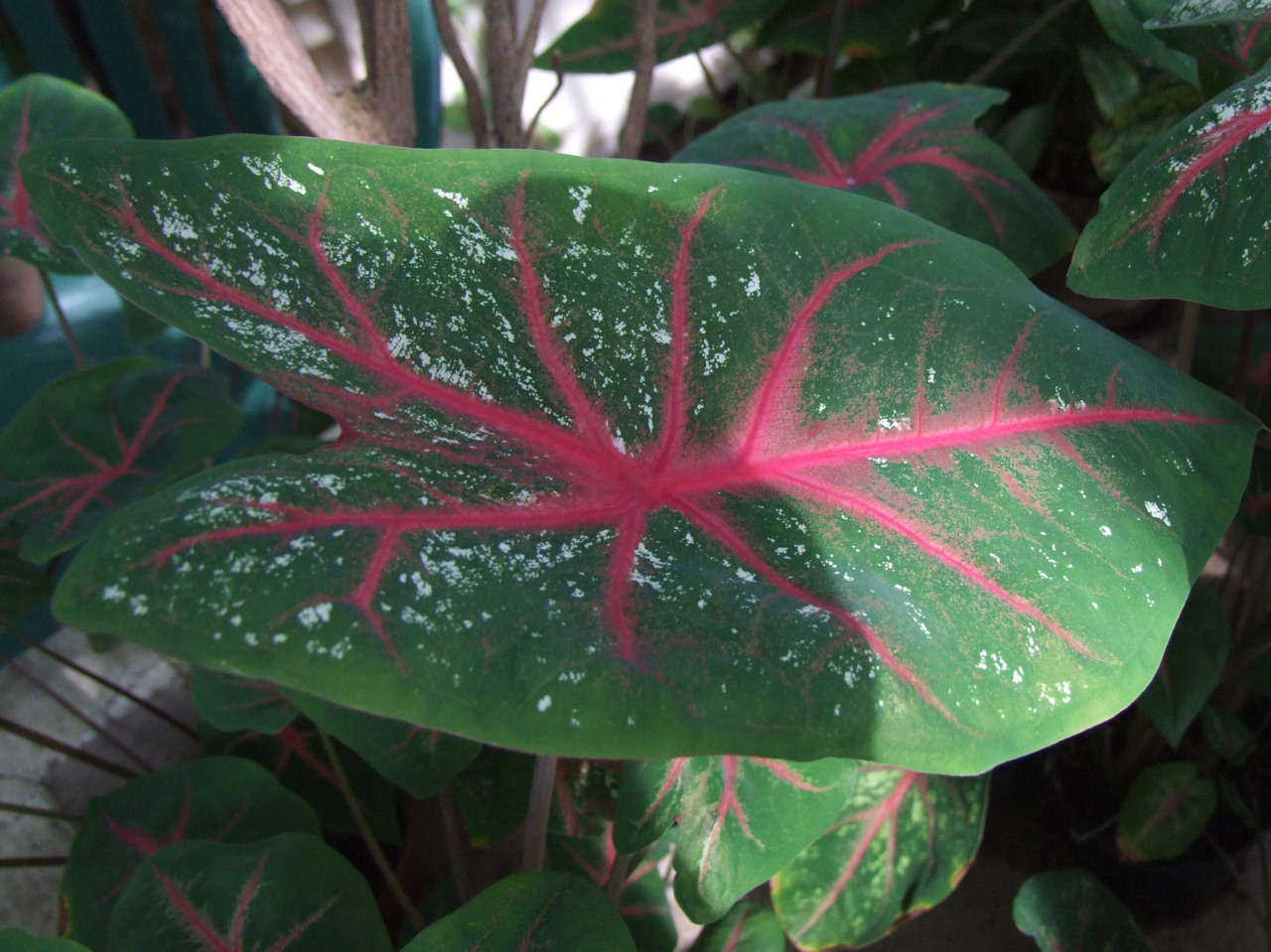
Liść kaladium dwubarwnego

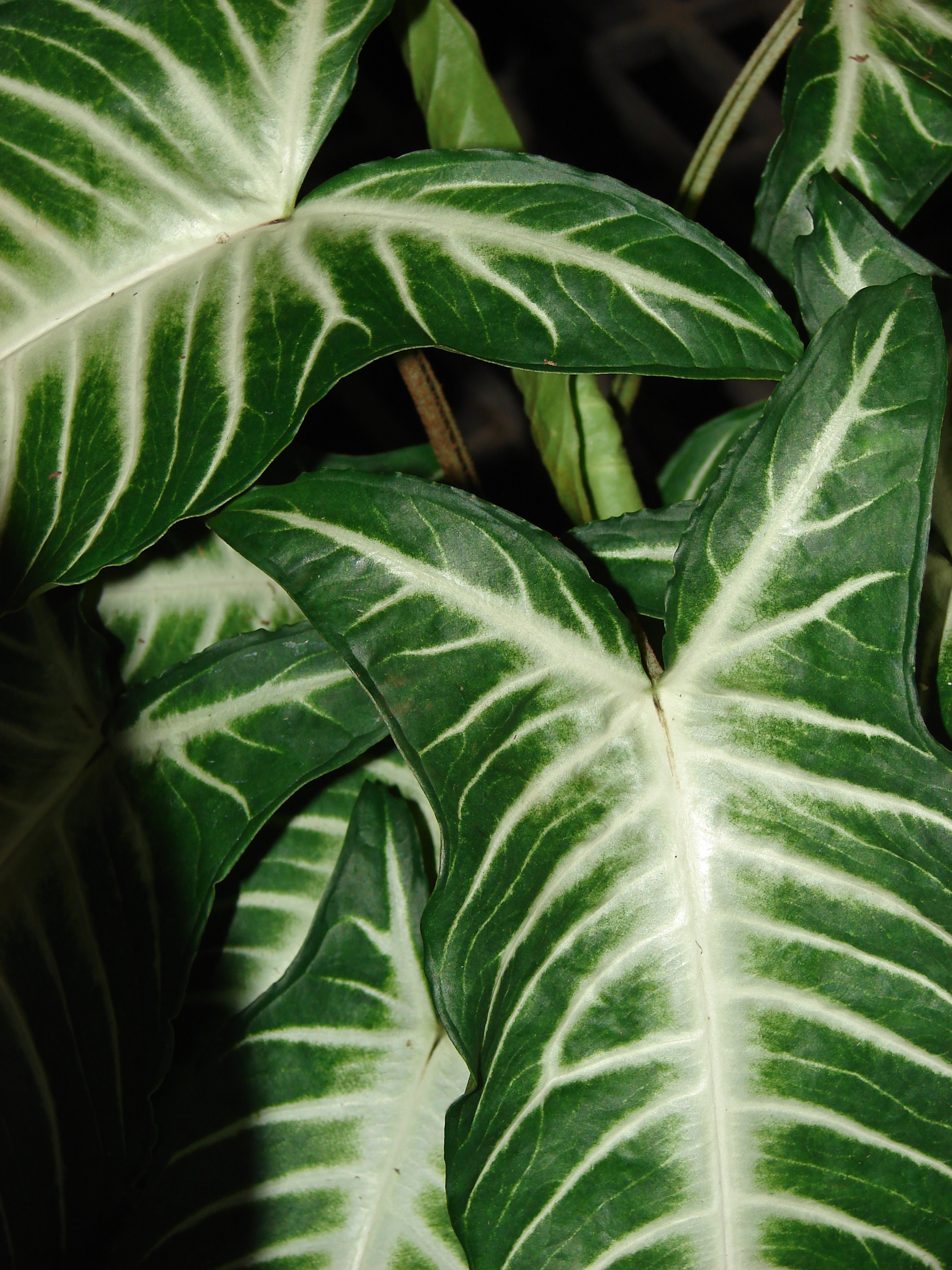
Liść Caladium lindenii

Kaladium, obraźnica (Caladium Vent.) – rodzaj wieloletnich  roślin zielnych, geofitów ryzomowych, z rodziny obrazkowatych, obejmujący 12 gatunków pochodzących z lasów deszczowych środkowych i południowych rejonów tropikalnej Ameryki. Nazwa naukowa rodzaju pochodzi bądź od zwyczajowego, indiańskiego określenia tej rośliny, brzmiącego jak kaladi lub kelady, bądź od greckiego słowa καλαθιών (kalathion – koszyczki).

## Morfologia
PokrójWiecznie zielone lub przechodzące okres spoczynku rośliny zielne o wysokości do 30–40 cm.
ŁodygaCylindryczna do kulistej, podziemna bulwa pędowa.
LiścieBlaszka liściowa przeważnie tarczowata, sercowato-strzałkowata lub strzałkowata, rzadziej trójdzielna, zwykle wielokolorowa z różowymi, czerwonymi, białymi lub zielonymi wzorami.
KwiatyRoślina jednopienna. Jeden lub dwa kwiatostany, typu kolbiastego pseudancjum, pojawiają się przed liśćmi lub razem z nimi, na pędach kwiatostanowych o długości niemal równej ogonkom liściowym. Pochwa kwiatostanu w dolnej części zwinięta, tworząca pękatą i kulistą komorę, o długości około 3 cm, w górnej części rozchylona, otwarta i łódkokształtna, o długości ok. 8–12 cm. Kolba krótsza od pochwy, podzielona na przylegające odcinki pokryte (od dołu): kwiatami żeńskimi, prątniczkami i kwiatami męskimi. Zalążnie 1-3-komorowe, zawierające od 1 do 20 zalążków, powstających z 1 do 3, niemal bazalnych lub ściennych łożysk. Szyjki słupka nieobecne. Znamiona słupka bruzdkowane. Kwiaty męskie tworzące 3-5-pręcikowe, kolumnowate synandrium z pofalowanymi brzegami.
OwoceBiałe jagody. Nasiona jajowate do eliptycznych, o podłużnie żeberkowanej łupinie.
GenetykaLiczba chromosomów 2n = 22, 26, 28, 30, 32.

## Systematyka
Pozycja rodzaju według Angiosperm Phylogeny Website (aktualizowany system APG IV z 2016)Należy do plemienia Caladieae, podrodziny Aroideae, rodziny obrazkowatych, rzędu żabieńcowców w kladzie jednoliściennych.
Gatunki
- Caladium andreanum Bogner
- Caladium bicolor (Aiton) Vent. – kaladium dwubarwne
- Caladium coerulescens G.S.Bunting
- Caladium humboldtii (Raf.) Schott
- Caladium lindenii (André) Madison
- Caladium macrotites Schott
- Caladium picturatum K.Koch & C.D.Bouché
- Caladium schomburgkii Schott
- Caladium smaragdinum K.Koch & C.D.Bouché
- Caladium steyermarkii G.S.Bunting
- Caladium ternatum Madison
- Caladium tuberosum (S.Moore) Bogner & Mayo

## Zastosowanie
Rośliny leczniczeBulwy i liście kaladium dwubarwnego stosowane są w medycynie tradycyjnej wewnętrznie (po ugotowaniu) w razie anginy, kataru, gorączki, infekcji i robaczyc, a zewnętrznie (w postaci miazgi) na rany, ukąszenia węży, drzazgi i porażenia.
Rośliny ozdobneNiektóre gatunki kaladium są uprawiane jako rośliny pokojowe, a w krajach o klimacie tropikalnym, ogrodowe, ze względu na bardzo ozdobne liście. W uprawie najbardziej powszechne jest występujące w licznych odmianach kaladium dwubarwne.

## Uprawa
WymaganiaRoślina bardzo wymagająca i trudna w uprawie, szczególnie trudno jest przezimować jej bulwy. Z tego względu jest to roślina raczej na jeden tylko sezon i tylko specjalistom udaje się ją uprawiać przez kilka lat. Potrzebuje silnego oświetlenia (przy słabym liście będą słabo wybarwione), jednak nie może to być bezpośrednie oświetlenie słoneczne, gdyż spowodowałoby poparzenie liści. Temperatura w lecie nie powinna spaść poniżej 15 °C i przekroczyć 24 °C. Wymaga dużej wilgotności powietrza, jednak nie wolno jej zraszać, gdyż powoduje to powstawanie na liściach brzydkich brązowych plam. Źle znosi przeciągi. Najlepszym podłożem jest żyzna ziemia z dodatkiem torfu. Ze względu na swoje wymagania jest trudna do uprawy w mieszkaniu, doskonale natomiast nadaje się do szklarni i ciepłego terrarium, zwłaszcza nad zbiornikiem wodnym. Do uprawy w mieszkaniu bardziej nadają się mieszańce, lepiej tolerują suche powietrze.
PielęgnacjaAby zapewnić roślinie wilgotność należy doniczkę umieścić w większym pojemniku z wilgotnym torfem lub keramzytem. Latem podlewamy 2-3 razy tygodniowo, gdy zaprzestaje wytwarzać nowe liście ograniczamy podlewanie. Ponieważ liście są bardzo delikatne nie wolno ich wycierać szmatką, nie należy ich też nabłyszczać. Co 3 tygodnie nawozimy słabą dawką nawozu wieloskładnikowego. Po obumarciu części nadziemnej bulwy przechowujemy w warunkach niedużej wilgotności (umiarkowane podlewanie raz na 2 tygodnie lub rzadziej) i w dość ciepłym pomieszczeniu.
RozmnażanieNajłatwiej poprzez podział przezimowanych bulw. Można też przez odrosty, jakie niekiedy wytwarza. Specjaliści rozmnażają przeważnie przez nasiona.